# Wappen der Stadt Bautzen

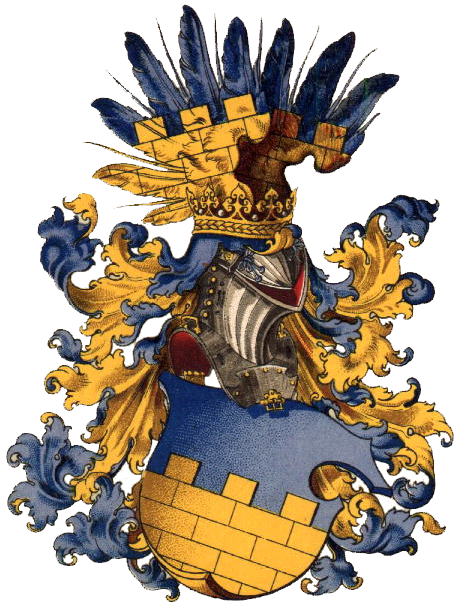
Historisches Wappen der Oberlausitz mit Stechhelm und Tartschenschild

Das Wappen der Stadt Bautzen ist eines der ältesten Stadtwappen in der Oberlausitz. Die Zinnenmauer geht auf die Stadtsiegel zurück, wenngleich sich ihre heutige Form mit Mauerstrichen und drei Zinnen erst mit der Zeit herausbildete. Die 1283 nachweislich verwendete Zinnenmauer war spätestens seit 1363 im Wappen des Bautzen umgebenden Landes Budissin vorhanden. Durch Bautzens Vorortstellung innerhalb des Oberlausitzer Sechsstädtebundes wurden Wappen und Siegel außerhalb des Bundes mit der Zeit als Hoheitszeichen der Sechsstädte und später als Hoheitszeichen des gesamten Landes der Sechsstädte angesehen. Mit der Aufnahme des Wappenschildes in das Siegel des sächsischen Kurfürsten Johann Georg I. wurde das Bautzener Stadtwappen als Wappen des Markgraftums Oberlausitz anerkannt, wobei nur die Wappenschilde gleich waren und sich die Vollwappen unterschieden.
Als Wappen der Oberlausitz bilden die Zinnenmauer und die Bautzener Stadtfarben Blau und Gelb die Grundlagen vieler Wappen in der Oberlausitz, beispielsweise des Nieskyer Stadtwappens und des Wappens des Landkreises Görlitz. In Bezugnahme auf historische Gegebenheiten ist der Wappenschild auch das Wappen des Landkreises Bautzen, wobei der Landkreis kein Vollwappen führt.

## Blasonierung
Die amtliche Wappenbeschreibung lautet: „In Blau eine goldene Mauer mit drei Zinnen und Mauerstrichen.“ Helmzier: „Auf goldbekröntem, schräggestelltem, silbernem Spangenhelm mit blau-goldener Helmdecke ein geschlossener blauer Flug, belegt mit einer dreizinnigen goldenen Mauer.“

## Geschichte
Das Bild der dreigezinnten Mauer taucht im ältesten bekannten Bautzener Stadtsiegel aus dem Jahr 1283 auf. Das Siegel aus der Zeit der Herrschaft der brandenburgischen Askanier (1254–1319) zeigt ein hohes, ganz offenes Tor mit drei Zinnen und zu beiden Seiten zwei Türme, von denen jeder ebenfalls mit drei Zinnen und Mauerstrichen versehen ist. Als Stadtwappen ist die Zinnenmauer erst das Jahr 1484 belegt, vermutet wird jedoch, dass es bereits über ein Jahrhundert früher als solches benutzt wurde.

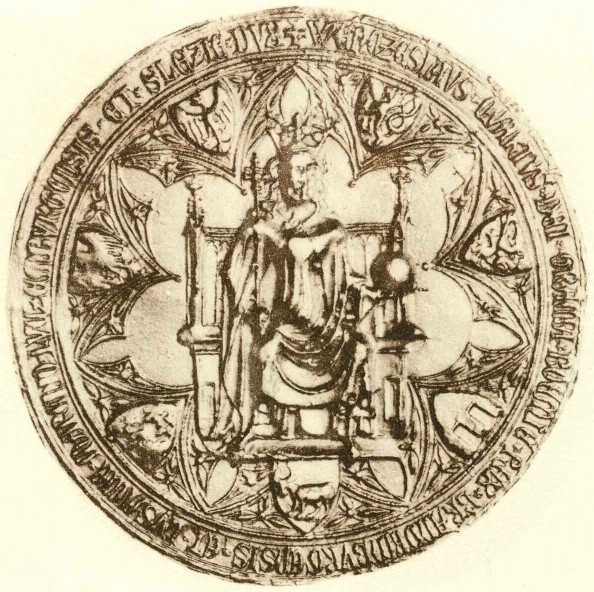
1363 entworfenes Siegel für Wenzel IV.: Der König auf dem Thron sitzend, daneben sieben Wappenschilde seiner Erbländer, die um den Rand des Siegels in Form von Zirkeln herumgestellt sind, und zwar von links anfangend: Böhmen, Luxemburg, Oberlausitz, Niederlausitz, Stadt und Grafschaft Sulzbach, Brandenburg, Schlesien.

Bereits seit dem Jahr 1363 ist die Verwendung des Wappens für das gesamte Land Budissin belegt, als es Kaiser Karl IV. in das Siegel seines Sohnes und designierten Nachfolgers, des zweijährigen böhmischen Königs Wenzel IV. neben den Wappen anderer Kronländer aufnahm. Auffallend ist, dass der Wappenschild der Oberlausitz auf diesem Siegel zwei bloße Zinnen ohne Mauer enthält. In einem weiteren Siegel Wenzels aus dem Jahr 1373 ist der Wappenschild der Oberlausitz mit einer wirklichen Mauer ohne Mauerstriche dargestellt, „auf welcher sich in der Mitte zwei ganze, an den beiden Seiten, dicht am Schildrande, je eine halbe Zinne erheben.“
In einer Augsburger Chronik wird nach Angaben von Augsburger Abgeordneten von der Beerdigung Karls IV. im Jahr 1378 berichtet, dass unter den Vertretern auch eine Fahne mit der Zinnenmauer im blauen Feld aus dem Land Budissin gesichtet wurde.
Innerhalb des Oberlausitzer Sechsstädtebundes hatte Bautzen eine Vormachtstellung eingenommen, obwohl Görlitz Hauptstadt des Landes Görlitz und zeitweilig auch die größere Stadt war. Der Görlitzer Rat leistete deshalb wiederholt Widerstand gegen die Etablierung des Bautzener Wappens als Wappen für den Bund. Die Schwächung der Sechsstädte durch den Pönfall im Jahr 1547 sorgte dafür, dass der Görlitzer Widerstand schwand und sich das Wappen in der Folgezeit für die gesamte Oberlausitz etablieren konnte.
Durch seinen Beistand bei der böhmischen Königswahl gegenüber Kaiser Ferdinand II. erhielt Kurfürst Johann Georg von Sachsen 1623 die Markgraftümer Ober- und Niederlausitz als Pfandbesitz. Infolge des Prager Friedens wurden die beiden Markgraftümer vom Königreich Böhmen als Erblehen an das Kurfürstentum Sachsen übertragen. Johann Georg nahm als Kurfürst von Sachsen und Markgraf von Ober- und Niederlausitz die beiden Wappen mit dem Niederlausitzer Ochsen und der goldenen Zinnenmauer auf blauem Feld in sein Siegel auf, wodurch das Bautzener Stadtwappen als Wappen der Oberlausitz offiziell anerkannt wurde.
Bei der Verwaltungsreform von 1952, aus der der Kreis Bautzen in neuem Zuschnitt hervorging, wurden die bisherigen Kreiswappen  abgeschafft. Nach der deutschen Wiedervereinigung hatte der Landkreis das alte Stadtwappen wieder als Kreiswappen übernommen, stellte es zur Unterscheidung vom Stadtwappen jedoch in einer leicht abweichenden Schildform mit einer geschwungenen oberen Begrenzungslinie dar. Die Genehmigung durch das Regierungspräsidium Dresden erfolgte am 14. Januar 1992. Der aus der sächsischen Kreisreform am 1. August 1994 hervorgegangene Landkreis Bautzen übernahm das Wappen, wie auch der aus der Kreisreform am 1. August 2008 hervorgegangene, nochmals vergrößerte Landkreis Bautzen.

Von der Stadt Bautzen verwendeter Wappenschild
Vom Landkreis Bautzen verwendeter Wappenschild

## Abgeleitete Darstellung in anderen Wappen
Die Gemeinden Cunewalde und Großschönau sowie die Stadt Niesky führen Wappen, die eine goldene Zinnenmauer auf blauem Schild darstellen. Im Cunewalder Wappen steht der Kirchturm anstelle der mittleren Zinne. Das Nieskyer Wappen wird durch Kreuz und Hammer ergänzt. Das Großschönaer Wappen hat fünf Zinnen, den stilisierten Hausberg Lausche im Hintergrund, sowie zwei gekreuzte Webschützen.

Cunewalde
Niesky
Großschönau

Mehrere Landkreise in der Oberlausitz griffen auf das Wappen der Oberlausitz und somit auch auf das Bautzener Wappen zurück. Darunter sind die preußischen Landkreise Hoyerswerda (1935) und Rothenburg (1937), die Nachwende-Landkreise Weißwasser (1990) und Hoyerswerda (1990/1995), der Niederschlesische Oberlausitzkreis (1995) sowie dessen Nachfolger, der Landkreis Görlitz (2009).

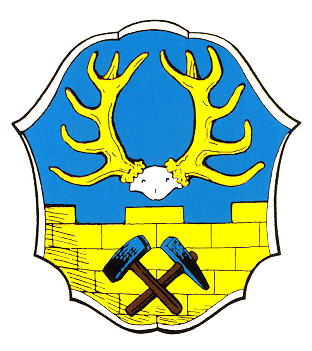
Landkreis Rothenburg (1937–1945)
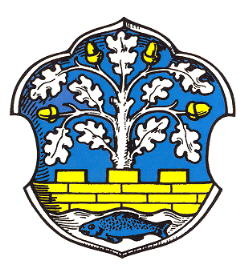
Landkreise Hoyerswerda (1935–1952/1990–1995)
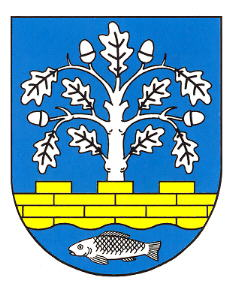
Landkreis Hoyerswerda (1995–1996)
Landkreis Weißwasser (1990–1994)
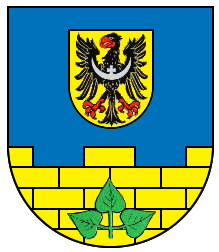
Niederschlesischer Oberlausitzkreis (1995–2008)
Landkreis Görlitz (2009)

Viele weitere Gemeinde- und Kreiswappen greifen oder griffen die Farben Blau und Gelb oder Gold auf, um eine Zugehörigkeit zur Oberlausitz zu unterstreichen. Beispiele dafür sind die Wappen der Städte Bernsdorf, Lauta, Reichenbach/O.L. und Weißwasser/O.L., die Wappen der Gemeinden Boxberg/O.L., Burkau, Göda, Großschweidnitz und Krauschwitz, sowie die Wappen der Landkreise Niesky, Kamenz und Löbau-Zittau.

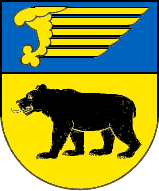
Bernsdorf
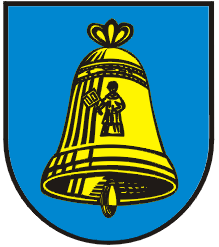
Lauta
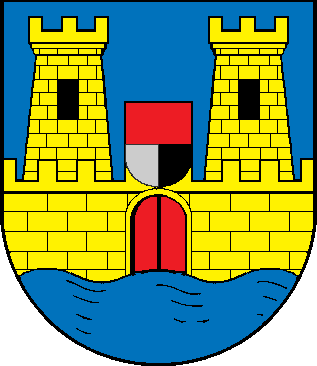
Reichenbach/O.L.
Weißwasser/O.L.
Großschweidnitz
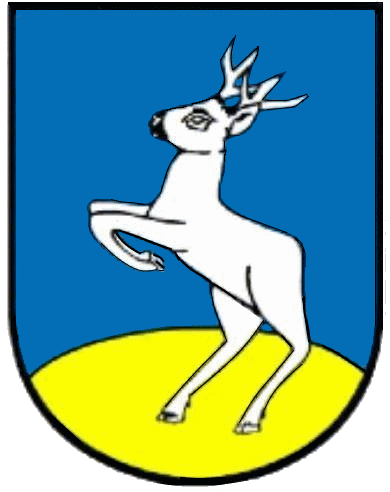
Boxberg/O.L.
Burkau
Göda
Krauschwitz
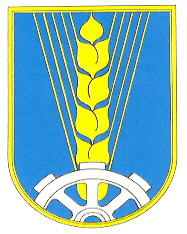
Landkreis Niesky (1950–1952)
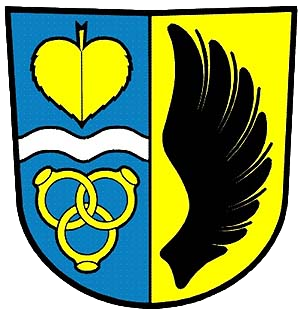
Landkreis Kamenz (1998–2008)
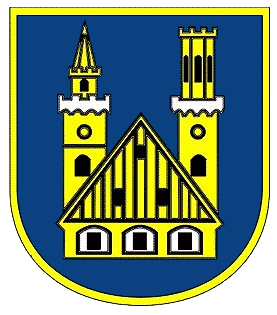
Landkreis Löbau-Zittau (1996–2008)